# Ukrán Nacionalisták Szervezete
Az Ukrán Nacionalisták Szervezete, röviden OUN (ukránul: Організація українських націоналістів, magyar átírásban: Orhanyizacija Ukrajinszkéch Nacionalisztyiv)  ukrán nacionalista politikai szervezet volt, amely 1919-ben alakult Bécsben, egyesítve az Ukrán Katonai Szervezetet kisebb, főleg fiatal, radikális szélsőjobboldali csoportokkal. Az OUN volt a legnagyobb szélsőjobboldali szervezet Ukrajna történelme során.
Az OUN a második világháború előtt, alatt és közvetlenül utána működött. A két világháború közötti időszakban a második Lengyel Köztársaság területén működött.
Ideológiáját 1929-től az olasz fasizmus, 1930-tól pedig a német nemzetiszocializmus, valamint Dmitri Doncov írásai befolyásolták. A szervezet nem rettent el az erőszak eszközeitől, hogy elérjék célukat, egy etnikailag homogén és totalitárius ukrán állam létrehozását.

## Története

### Megalapítása és korai tevékenységei
1919-ben, a lengyel–ukrán háború végén a második Lengyel Köztársaság vette át a Nyugat-Ukrán Népköztársaság által kontrollált terület nagy részét. Egy évvel később száműzött ukrán tisztek, megalapították az Ukrán Katonai Szervezetet. Az UVO legfőbb célja egy független Ukrajna létrehozása volt. Eredetileg a Nyugat-Ukrán Népköztársaság száműzött kormányának fennhatósága alatt működött, de 1925-ben egy hatalmi harcot követően Jevhen Petrusevics száműzött elnök összes hívét kizárták a szervezetből.
Az UVO vezetője Jevhen Konovalec volt.  A nyugat-ukrajnai politikai pártok titokban finanszírozták a szervezetet. Az UVO szabotázshullámot szervezett 1922 második felében, amikor a lengyel telepeseket megtámadták, rendőrőrsöket, vasútállomásokat, távíróoszlopokat és vasúti síneket semmisítettek meg. 1921-ben megkísérelték meggyilkolni Józef Piłsudski lengyel államfőt. 1922-ben 17 támadást szerveztek lengyel tisztviselők ellen, akik közül 5-öt megöltek, és 15 támadást az általuk árulónak tartott ukránok ellen, akik közül 9 meghalt. Az UVO kisebb léptékben később is folytatta ezt a tevékenységet.
Amikor a Nemzetek Szövetsége 1923-ban elismerte a lengyel uralmat Nyugat-Ukrajna felett, sok tagja kilépett az UVO-ból.  Az ukrán jogi pártok szembefordultak az UVO militáns akcióival, és inkább a lengyel politikai rendszeren belül dolgoztak. Ennek eredményeként az UVO Németországhoz és Litvániához fordult politikai és pénzügyi támogatásért.

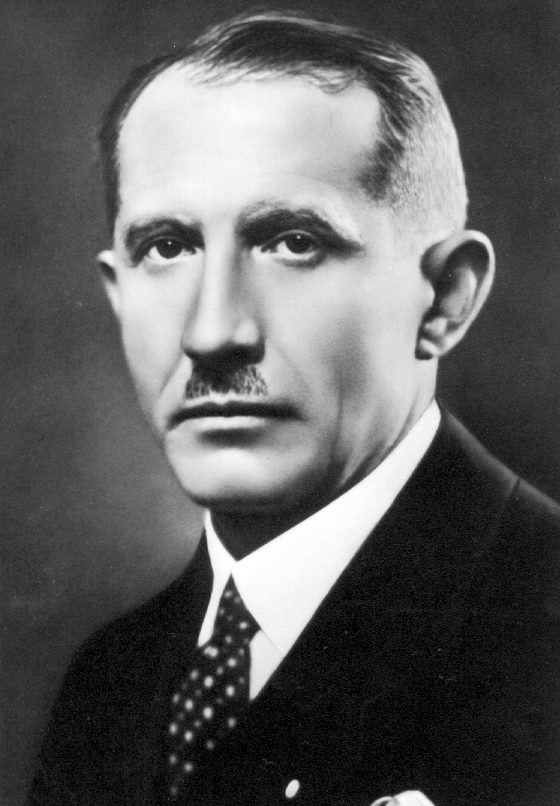
Jevhen Mihajlovics Konovalec, az OUN vezetője 1929-től 1938-ig.

Az 1929-es bécsi alapító kongresszuson az UVO veteránjai és a diákfegyveresek találkoztak, és egyesültek, hogy megalakítsák az Ukrán Nacionalisták Szervezetét (OUN). A tagok többségében galíciai fiatalokból álltak, Jevhen Mihajlovics Konovalec volt az első vezetője, vezetői tanácsa, a Provid pedig többnyire veteránokból állt, és külföldön működött.

### A háború előtti tevékenysége
A második világháború előtt az OUN kisebb és kevésbé befolyásos volt a lengyelországi ukrán kisebbség körében. Az OUN igyekezett beszivárogni a legális politikai pártokba, egyetemekbe és más politikai intézményekbe.
Az OUN ideológiájára Dmitro Doncov volt az egyik legnagyobb hatással, akinek politikai gondolkodását a totalitarizmus, a sovinizmus és az antiszemitizmus jellemezte. Nagy befolyással volt még a szervezet ideológiájára az olasz fasizmus és a német nemzetiszocializmus.
Az OUN fegyvereseit Mussolini képezte ki Szicíliában az Usztasával közösen. Berlinben és Bécsben is voltak irodák.
A háború előtt az OUN Lengyelországot tekintette közvetlen célpontnak, de a Szovjetuniót, bár nem a területén működött, tekintette az ukrán nép fő ellenségének és legnagyobb elnyomójának. Már a háború előtt, Hitler sikereitől lenyűgözve, az OUN radikalizálta álláspontját, és Németországot tekintette fő szövetségesének a függetlenségi harcban.

### A második világháború alatt
1939 szeptemberében Németország és a Szovjetunió megszállta Lengyelországot, és kettéosztotta. 1939. november 1-jén a Szovjetunió által annektált lengyel területeket (azaz Volhíniát és Kelet-Galíciát) beiktatták az Ukrán Szovjet Szocialista Köztársaságba.
Kelet-Lengyelország szovjet megszállását kezdetben az ukrán etnikai lakosság korlátozott támogatása fogadta. Az elnyomás főként a lengyelek ellen irányult, az oktatás ukránosítása, a földreform és egyéb változások népszerűek voltak az ukránok körében. A helyzet 1940 közepén megváltozott, amikor megkezdődött a szovjetizálás. Az újonnan megszerzett területeken 1939-ben 2779 ukránt, 1940-ben 15024-et, 1941-ben 5500-at tartóztattak le a Szovjetunió német inváziójáig.
A német megszállás alatt élő ukránok helyzete sokkal jobb volt. Mintegy 550 000 ukrán élt a Lengyel Főkormányzóság által megszállt részén, és a lengyelek rovására előnyben részesítették őket. Körülbelül 20 ezer ukrán aktivista menekült a szovjet megszállás elől Varsóba vagy Krakkóba. 1939 végén Németország az OUN vezetőit a főkormányzóság fővárosában, Krakkóban szállásolta el, és pénzügyi támogatást nyújtott az OUN-nak.

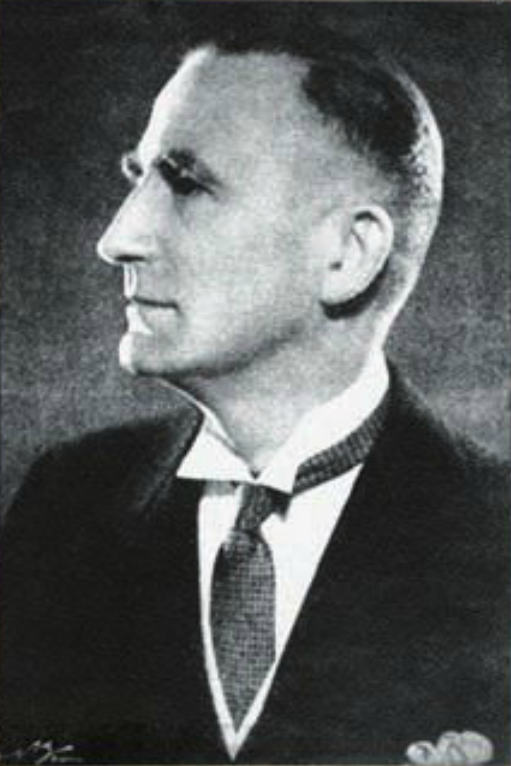
Andriy Melnyk, az OUN mérsékelt szárnyának, az OUN-M vezetője

A nézeteltérések ellenére az OUN vezetője, Jevhen Konovalec meg tudta őrizni az egységet a szervezeten belül 1938 májusában bekövetkezett haláláig. Rotterdamban egy szovjet ügynök, Pavel Sudoplatov meggyilkolta. Utóda Andry Melnyk lett.
A második világháború idején, 1940-ben az OUN két részre szakadt. Az idősebb, mérsékeltebb tagok Andriy Melnyk OUN-M-jét, míg a fiatalabb és radikálisabb tagok Sztepan Bandera OUN-B-jét támogatták. 1941. június 30-án az OUN-B független ukrán államot nyilvánított Lvivben, amely éppen a Szovjetunió elleni német invázó korai szakaszában került a Harmadik Birodalom ellenőrzése alá.
Az OUN-B megígérte, hogy szorosan együttműködik Németországgal, amelyről azt írták, hogy megszabadítja az ukránokat a szovjet elnyomástól, majd az OUN-B tagjai részt vettek a lvivi pogromokban. Az OUN-B függetlenségi nyilatkozatára válaszul a német hatóságok elnyomták az OUN vezetését. Az OUN tagjai feltehetőleg aktívan részt vettek az ukrajnai és lengyelországi holokausztban.
1942 októberében az OUN-B létrehozta az Ukrán Felkelő Hadsereget (UPA). 1943–1944-ben, annak érdekében, hogy megakadályozzák a háború előtti határok helyreállítására irányuló lengyel erőfeszítéseket, az UPA egységei lengyelek lemészárlását követték el Volhíniában és Kelet-Galíciában.
A háború során, Németország közelgő vereségével az OUN-B megváltoztatta politikai arculatát, a fasiszta szimbolikát és a totalitarizmust demokratikus jelszavakra cserélte.

### A második világháború után
A második világháború után az UPA a szovjet és a lengyel kormányerők ellen harcolt. 1947-ben a Visztula hadművelet keretében a lengyel kormány 140 000 ukránt deportált a Lengyelország és Szovjet-Ukrajna közötti lakosságcsere keretében. A szovjet csapatok 153 000 embert megöltek, 134 000 embert letartóztattak, és 203 000 UPA tagot, rokont és támogatót deportáltak.

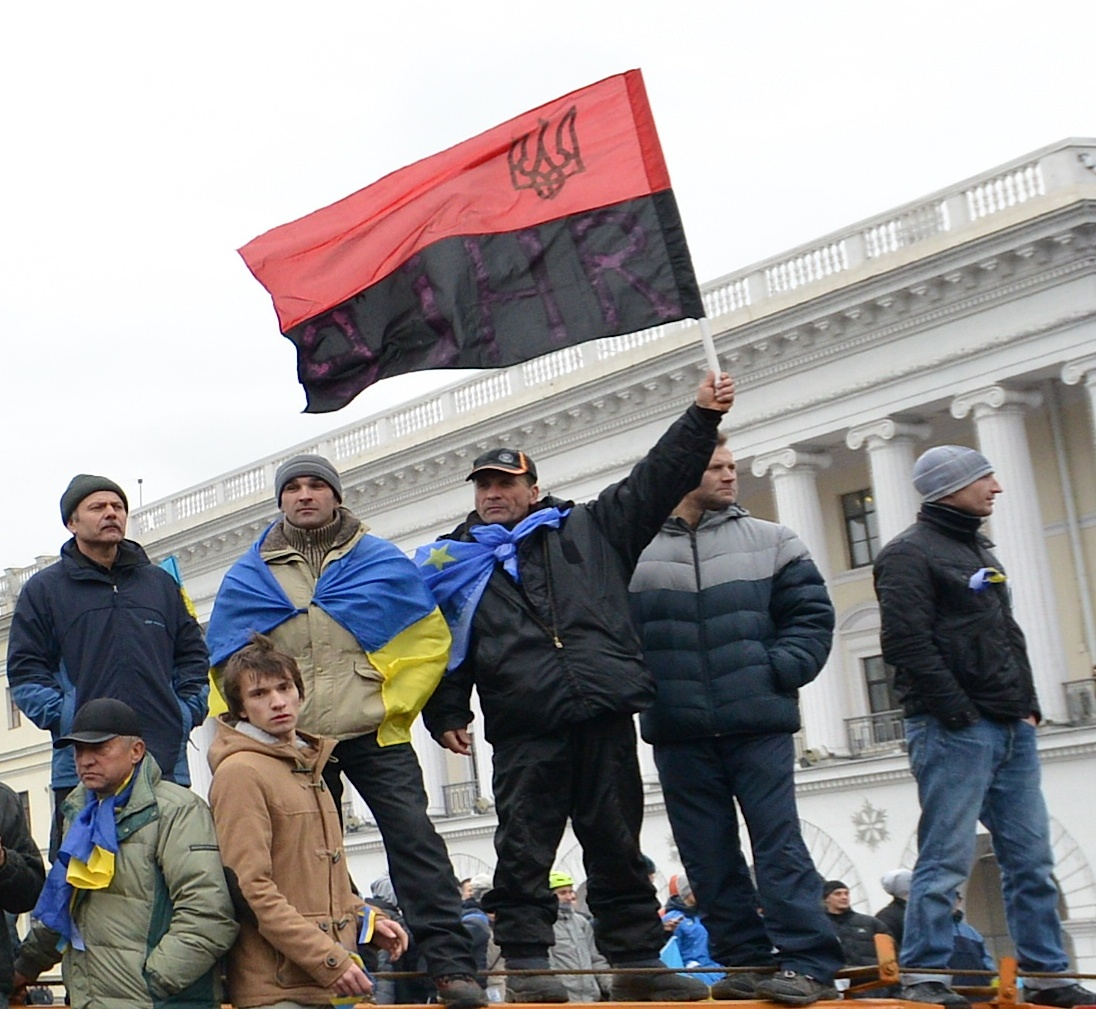
Tüntetők az OUN-B zászlajával. Kijev, 2013.

A hidegháború alatt és után a nyugati hírszerző ügynökségek, köztük a CIA, burkoltan támogatták az OUN-t. Egy kortárs szervezet, amely ugyanannak az Ukrán Nacionalisták Szervezetének vallja magát, még mindig aktív Ukrajnában.